# Philipp Balsiger
Philipp Balsiger (* 29. Februar 1956 in Alabama) ist ein Schweizer Philosoph.

## Leben
Belsiger studierte Germanistik, Philosophie und Linguistik (1975–1982) an der Universität Bern. Von 1987 bis 1989 war er Doktorand des Schweizerischen Nationalfonds. 1990 promovierte er an der Universität Bern mit einer Dissertation über Richard Herbertz. 1992/93 arbeitete er als Oberassistent an der Interfakultären Koordinationsstelle für Allgemeine Ökologie (IKAÖ) der Universität Bern. Als wissenschaftlicher Mitarbeiter der Schweizerischen Nationalfonds wechselte er 1995 an die Universität Erlangen-Nürnberg. 2003 stellte er seine Habilitationsschrift zur Transdisziplinarität (veröffentlicht 2005) an der Universität Erlangen-Nürnberg vor. Seit 2008 ist er außerplanmäßiger Professor für Philosophie in Erlangen-Nürnberg.

## Schriften (Auswahl)
- als Herausgeber mit Rico Defila und Antonietta Di Giulio: Ökologie und Interdisziplinarität – eine Beziehung mit Zukunft? Wissenschaftsforschung zur Verbesserung der fachübergreifenden Zusammenarbeit. Basel 1996, ISBN 3-7643-5317-1.
- als Herausgeber mit Christian Brunold, Jürg B. Bucher und Christian Körner: Wald und CO2. Ergebnisse einesökologischen Modellversuches. Bern 2001, ISBN 3-258-06314-1.
- Transdisziplinarität. Systematisch-vergleichende Untersuchung disziplinenübergreifender Wissenschaftspraxis. München 2005, ISBN 3-7705-4092-1.
- als Herausgeber mit Rudolf Kötter: Die Kultur moderner Wissenschaft am Beispiel Albert Einstein. Heidelberg 2007, ISBN 3-8274-1781-3.